# Villa Barbini-Rinaldi
Villa Barbini-Rinaldi è una villa veneta privata (chiusa al pubblico) in comune di Asolo (TV), situata a metà strada esatta tra Asolo e Casella, ultima struttura edìle in pianura subito prima delle colline asolane, in Via Palladio, sulla strada provinciale "Di Villa Barbaro".

## Descrizione
Realizzata in stile barocco. Porta il nome di Francesco Rinaldi, che la fece costruire.
Presenta due oratori, uno privato dedicato a San Gaetano da Thiene, l’altro pubblico dedicato a Sant'Eurosia di Jaca del 1760. La villa e affrescata di Andrea Celesti 1705-1707.
Nei pressi di questa villa, durante la seconda guerra mondiale i nazisti uccisero alcuni partigiani della Resistenza italiana è stato posto un cippo in ricordo dell'evento.